# Naturmuseum Winterthur

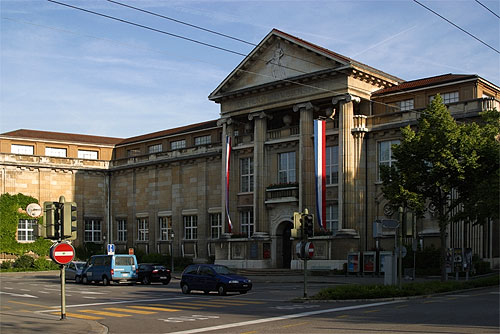
Aussenansicht des Kunst- und Naturmuseums

Das Naturmuseum Winterthur ist ein Museum in Winterthur im Schweizer Kanton Zürich. Es befindet sich im selben Gebäude wie das Kunstmuseum Winterthur an der Museumstrasse 52.
Der Bestand des heutigen Museums basiert unter anderem auf der naturhistorischen Sammlung der Bürgerbibliothek Winterthur (heute Stadtbibliothek Winterthur), die bis in das Jahr 1660 zurückreicht. Damals sammelte die Bibliothek neben Büchern und Handschriften auch Kuriositäten, Kunstwerke,  historische Objekte, Münzen und Naturalien. Darunter befand sich auch ein drei Meter langes Krokodil, das der Bibliothek im Jahr 1664 von Bartholomäus Schobinger geschenkt wurde und noch heute ausgestellt wird. Bis 1842 befand sich die naturhistorische Sammlung im Rathaus an der Marktgasse. Danach erfolgte der Umzug ins Knabengymnasium (heute Kunst Museum Winterthur Reinhart am Stadtgarten).
Im 19. Jahrhundert wurde das Bibliothekswesen professionalisiert. 1862 wurde die naturhistorische Sammlung ausgelagert und in eine eigene Organisation überführt, die jedoch noch immer vom Bibliothekskonvent beaufsichtigt wurde. In dieser Zeit wurde der Bestand stark erweitert. Einerseits durch gezielte Ankäufe und andererseits durch die volkskundlichen Sammlungen, die von Winterthurer Kaufleuten mit Objekten aus Afrika, Amerika, dem fernen Osten und Indien erweitert wurden.  Darunter befand sich auch die Privatsammlung von Johann Heinrich Ziegler und seinem Sohn Jakob (1775–1863).
Mit dem Botaniker und Lehrer Robert Keller erhielt die Sammlung 1886 den ersten Konservator. Er steuerte ein umfangreiches Lokalhebrar der Sammlung bei.
1916 erfolgte der Umzug in das heutige Museumsgebäude. Die Sammlung wird seit 1914 von der Museumskommission der Naturwissenschaftlichen Gesellschaft Winterthur (NGW) unterstützt. Grosszügig gestaltete Vitrinen mit Tierpräparaten prägten damals die Ausstellung. In den 1970er-Jahren wurde das Museumskonzept unter dem damaligen Direktor Kurt Madlinger modernisiert. Das Museum setzte neu vermehrt auf Sonder- und Wechselausstellungen. 1996 wurde mit dem Kindermuseum «Kerala» erstmals ein altersgerechtes Programm für Kinder und Familien eingeführt.
Unter Konservator Hans-Konrad Schmutz wurde das Museum von 2001 bis 2005  komplett umgebaut und unter dem Namen Naturmuseum Winterthur neu eröffnet. Die bis dahin ausgestellten Tierpräparate wurden magaziniert und die Dauerausstellung verkleinert. Damit wurde Platz für unterschiedliche Ausstellungen und Veranstaltungsformate geschaffen. 2006 erhielt das Naturmuseum Winterthur den Schweizer Prix Expo für das «Betreten von museologischem Neuland» und die «Entstaubung von naturwissenschaftlichen Inhalten» (aus der Begründung der Jury).
2007 war das Museum für den European Museum of the Year Award nominiert, den es allerdings nicht erhalten hat.